# Iza (apellido)
Iza es un apellido español de origen vasco. 

## Historia
Originario de los lugares de su nombre: Municipio de su nombre, partido judicial de Pamplona (Navarra), y de la entidad de su nombre, situado en el municipio de Ayala, partido judicial de Amurrio, provincia de Álava, con ramas en Deva e Ichaso (ambas en Guipúzcoa) y Dima (Vizcaya) pasó a Francia e Hispanoamérica.

## Escudos de Armas
- Iza (Navarra): En campo de gules, una banda de oro, acompañada en lo alto de dos calderas de oro, puestas en faja, y en lo bajo de una caldera del mismo metal.

- Otro: En campo de azur, una torre de plata.

- Otro: En campo de oro, una encina de sinople.

- Otro: En campo de sinople, un castillo de oro, terrasado de plata y acostado de tres flores de lis de azur.

- En campo de azur, una cruz potenzada, de oro, resaltada de dos cadenas de plata, puestas en aspa y resaltadas a su vez de una cruz de Malta de gules. De cimera trae una galera fenicia de su color natural. Lema: SAINTE ÉPINE CHEZ NOUS LA PAIX.

- En campo de azur, una cruz potenzada, de oro, resaltada de una cruz de Malta de gules.

## Historia
De acuerdo con el libro del escritor colombiano nacido en la ciudad de Ciénaga, Ismael A. Correa Díaz Granados, en su libro, Anotaciones para crear una historia de Ciénaga, Magdalena (poblado al norte de Colombia, limitando con el Mar Caribe, en el Océano Atlántico), habla sobre Abraham Iza y Sahid Iza, que llegaron en 1940.